# الشبكة الحديدية السريعة بتونس
الشبكة الحديدية السريعة (بالفرنسية: Réseau Ferroviaire Rapide أو RFR)‏ هو مشروع نقل جماعي عمومي في منطقة تونس الكبرى يتمثل في شبكة حديدية سريعة متكونة من 5 خطوط طولها الإجمالي 85 كم، ومن المقرر أن يفتتح قسطها الأول في 2019.

## التاريخ
تم في 2007 تأسيس شركة تونس للشبكة الحديدية السريعة وذلك بهدف إنشاء شبكة حديدية سريعة في تونس الكبرى وأحوازها وكذلك إنجاز ومتابعة كل الدراسات والإجراءات التجارية والمالية والعقارية المتصلة بالمشروع بشكل مباشر أو غير مباشر.

بدأت أشغال الهندسة المدنية في 2009، وبحدود 2010 تم توقيع كل الصفقات المتعلقة بمختلف أقساط المشروع.

من المقرر أن يفتتح أول قسط للمشروع في 2019.

### التمويل
في 2016، بلغت التكلفة الإجمالية للمشروع 2.8 مليار دولار أمريكي، وبالتالي فهو المشروع السابع الأكثر تكلفة في شمال أفريقيا في عام 2016 حسب شركة ديلويت. 

ينقسم تمويل المشروع بين جزء تابع للدولة التونسية، وجزء يناهز النصف أو أكثر في شكل قروض من الوكالة الفرنسية للتنمية والمجمع البنكي الألماني بنك الائتمان لإعادة الإعمار وبنك الاستثمار الأوروبي والاتحاد الأوروبي.

## القطارات الجديدة
تم في اغسطس 2019 استراد قطارات كهربائية جديدة كا دفعة أولية من القطارات إلى الخطوط الجديدة حيث سيتم بعدها جلب قطارات من نفس النوع إلى باقي الخطوط، وقد تمت صناعة هذه القطارات عن طريق شركة ألستوم و شركة هيونداي.

## الشبكة
| الخط | سنة الافتتاح                                                      | البداية والنهاية               | عدد المحطات | الطول (كم) | عدد القطارات يوميا | عدد المسافرين يوميا | المعدات الجارة |
| ---- | ----------------------------------------------------------------- | ------------------------------ | ----------- | ---------- | ------------------ | ------------------- | -------------- |
| A    | موجود                                                             | تونس العاصمة - برج السدرية     |             | 23.2 كم    |                    |                     |                |
| C    | في طور الإنجاز                                                    | تونس العاصمة - المحمدية        |             | 19.5 كم    |                    |                     |                |
| D    | تم إفتتاح القسم الأول الرابط بين تونس و القباعة يوم 25 جانفي 2025 | تونس العاصمة - المنيهلة        |             | 19.2 كم    |                    |                     |                |
| E    | موجود. تم اففتاح الخط في مارس سنة 2023                            | تونس العاصمة - السيجومي        |             | 12.9 كم    |                    |                     |                |
| C+F  | في طور الإنجاز                                                    | تونس العاصمة - أريانة الشمالية |             | 10.5 كم    |                    |                     |                |

### خطوط في الخدمة

#### الخط A/خط برج السدرية
خط الضاحية الجنوبية هو خط حديدي متري، يربط بين محطة تونس ومحطة برج السدرية. أفتتح الخط سنة 1982، وشهد عدة عمليات تجديد بين 1986 و2012 لتمديده وكهربأته. حاليا، يتم استعمال قطار الضواحي لتأمين الرحلات على هذا الخط. بعد عدة أشغال صيانة وتجديد لمحطاته،تم ضمه إلى الشبكة الحديدية السريعة سنة 2012 ويمتد إلى محطة الرياض، برج السدرية

### خطوط قيد الإنجاز
الخط الحديدي D يربط بين محطة تونس ومحطة القباعة. السكة الحديدية الجديدة لهذا الخط، تشترك لعدة كيلومترات في بدايتها مع السكة الجديدة لخط تونس - غار الدماء. بعد 1.5 كم من محطة تونس، تطلبت عملية إنشاء الخطين D وE تشييد نفق على مستوى منطقة السيدة المنوبية، وهو موازي لنفق آخر قديم كان مخصصا لقطارات الشركة الوطنية للسكك الحديدية التونسية. يتكون هذا الخط من 9 محطات سيتم افتتاحها معا، مع إمكانية تمديد الخط إلى المنيهلة في وقت لاحق. محطات الخط D: السيدة المنوبية، الملاسين، الروضة، باردو، البرطال، منوبة، البرتقال والقباعة. ومن المقرر إفتتاح الخط D في شهر يناير 2025
|                 | المحطة       | البلدية      |
| --------------- | ------------ | ------------ |
|                 | محطة تونس    | تونس العاصمة |
| السيدة المنوبية | تونس العاصمة |              |
| الملاسين        | تونس العاصمة |              |
| الروضة          |              |              |
| باردو           | باردو        |              |
| البرطال         |              |              |
| منوبة           | منوبة        |              |
| حي البرتقال     |              |              |
| القباعة         |              |              |

الخط الحديدي E يربط بين محطة تونس ومحطة بوقطفة، ومن المقرر افتتاحه صيف 2019. الكيلومترات الأولى من الخط، مشابهة تماما للخط D، ثم يمر من نفق السيدة المنوبية، قبل أن ينفصل غربا ليلتف حول سبخة السيجومي من شمالها. يتكون الخط عند افتتاحه من 7 محطات، ولكن من المقرر أن يتم تمديده إلى حدود سيدي حسين.لكن تأجل الإفتتاح وأفتتح في شهر مارس 2023

محطات الخط E: النجاح، الطيران، الزهور، الحرايرية وبوقطفة.
|                  | المحطة       | البلدية      |
| ---------------- | ------------ | ------------ |
|                  | محطة تونس    | تونس العاصمة |
| السيدة المنوبية  | تونس العاصمة |              |
| النجاح           |              |              |
| الطيران-الزهور 1 |              |              |
| الزهور 2         |              |              |
| الحرايرية        |              |              |
| بوقطفة-سيدي حسين |              |              |

### خطوط مقرر إنجازها
حسب شركة الشبكة الحديدية السريعة، فإنه من المقرر إنشاء الخطين C وF، ولكنهما حاليا مازالا قيد الدراسة.

## مقالات ذات صلة
- النقل في تونس
- النقل بالسكك الحديدية في تونس
- خط الضاحية الجنوبية لتونس

## روابط خارجية
- الموقع الرسمي.